# 큐브다이즈
큐브다이즈(영어: Cubedise)는 Rexet Studio가 제작한 비디오 게임이다. 100만 건 이상의 다운로드 수를 기록했다.